# Spogostylum robustum
Spogostylum robustum är en tvåvingeart som först beskrevs av Zaitzev 1976.  Spogostylum robustum ingår i släktet Spogostylum och familjen svävflugor. Inga underarter finns listade i Catalogue of Life.